# Везельберг
Везельберг (нім. Weselberg) — громада в Німеччині, розташована в землі Рейнланд-Пфальц. Входить до складу району Південно-Західний Пфальц. Складова частина об'єднання громад Таляйшвайлер-Вальгальбен.
Площа — 14,65 км2. Населення становить 1314 ос. (станом на 31 грудня 2020).